# Kuvandik
Kuvandik - Кувандык (rus) és una ciutat de l'óblast d'Orenburg, a Rússia. Es troba al sud dels Urals, a la vora del Sakmara. És a 8 km al nord-oest de Mednogorsk, a 62 km al nord-oest d'Orsk, a 159 km al sud-est d'Orenburg i a 1.503 km al sud-est de Moscou.

## Història
A finals del segle xix tot d'emigrants vinguts de la part europea de Rússia i d'Ucraïna fundaren la vila de Pokrovka. El 1915 s'hi obrí una estació ferroviària anomenada Kuvandik. El 1935 Kuvandik esdevingué un centre administratiu de raion i rebé l'estatus de possiólok (poble) el 1939. Finalment aconseguí l'estatus de ciutat el 23 d'agost de 1953.